# Amphinemura chiffensis
Amphinemura chiffensis är en bäcksländeart som först beskrevs av Aubert 1956.  Amphinemura chiffensis ingår i släktet Amphinemura och familjen kryssbäcksländor. Inga underarter finns listade i Catalogue of Life.